# Turdus leucomelas
El zorzal sabiá (Turdus leucomelas), también conocido como mirla buchiblanca (en Colombia), sabiá misionero (en Uruguay), zorzal de alas canelas (en Paraguay), zorzal de pecho pálido (en Perú), o  paraulata montañera (en Venezuela), es una especie de ave passeriformes perteneciente a la familia de los túrdidos (Turdidae), y que a su vez compone junto con otras múltiples especies el género Turdus. 

## Taxonomía
El zorzal sabiá fue descrito por primera vez en 1818 por Louis Jean Pierre Vieillot en el vigésimo tomo de la obra Nouveau Dictionnaire d'Histoire Naturelle Appliquée Aux Arts, bajo el nombre científico de Turdus leucomelas. Desde entonces, el zorzal sabiá es una de las múltiples especies incluidas dentro del género Turdus, que a su vez pertenece a la familia de los túrdidos, que comprende a aves paseriformes distribuidas alrededor del mundo.
La palabra Turdus de su nombre científico significa zorzal en latín. Por otro lado, el epíteto leucomelas deriva de las raíces griegas leukos = blanco y melas = negro. En el 2005, la Sociedad Española de Ornitología recomendó el nombre vulgar de zorzal sabiá para nombrar a esta especie.

### Subespecies
Se reconocen tres subespecies del zorzal sabiá:
- T. l. albiventer, descrito por Spix en 1824. Habita en el noreste de Brasil, norte y noreste de Colombia, las Guayanas y en Venezuela.[9]

- T. l. cautor, descrito por Wetmore en 1946. Habita en península de La Guajira, al extremo norte de Colombia.[9]

- T. l. leucomelas, descrito por Vieillot en 1818. Habita al noreste de Argentina, sur y este de Brasil, oeste y sureste de Bolivia, noreste de Perú, Paraguay y noreste de Uruguay.[9][10]

Algunos autores aún no consideran a la subespecie albiventer como tal, ya que aseguran que individuos de dicha subespecie son idénticos a los ejemplares de la subespecie nominal leucomelas.

## Descripción

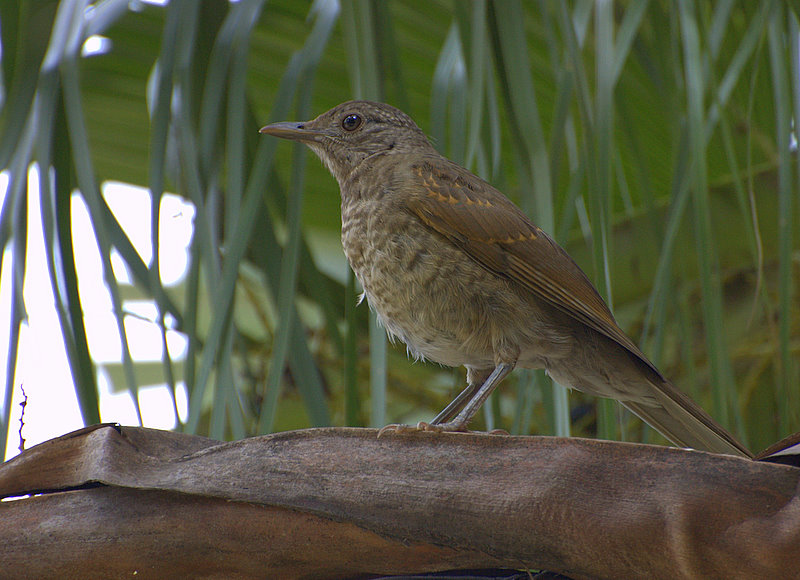
Ejemplar de zorzal sabiá inmaduro en São Paulo, Brasil.

El zorzal sabiá no presenta dimorfismo sexual aparente, aunque el macho posee las alas de mayor longitud mientras que la hembra tiene mayor peso. El ave mide aproximadamente 23 cm (9") de longitud con un peso que varía entre 47–76 g (1.65–2.7 oz). En mediciones estándar, el ala mide entre 11.3–12.5 cm (4.45–4.92") de longitud, la cola 9.4 cm (3.7"), el pico 2.3 cm (0.9") y el tarso entre 2.8–3.2 cm (1.1–1.26").
Es de talla y forma similar al petirrojo americano, pero carece del colorido rojo de su pecho y el tono de su cuerpo es de un marrón más uniforme. Su canto y hábitos alimenticios también se parecen a los de su pariente norteamericano. En partes de su área de distribución coincide con el sabiá común con el que sería más probable confundirlo, aunque al contrario de éste, el tordo sabiá tiene un claro contraste entre el color grisáceo de la cabeza y los tonos pardos claros del manto, y además carece de las listas lorales negras que tiene el sabiá común. 

### Vocalizaciones
El canto del zorzal sabiá es una serie melódica de sonidos agradables, similar al canto del zorzal robín pero más complejo. Generalmente, el zorzal sabiá realiza su canto entre los meses de diciembre y julio mientras permanece oculto en la rama de algún árbol. Por otra parte, las llamadas de esta especie son descritas como un áspero y violento «wert-wert-wert» o un «yieg-yieg».

## Distribución y hábitat
La subespecie Turdus leucomelas cautor se encuentra únicamente al norte de Colombia, donde comparte territorio con la subespecie Turdus leucomelas albiventer, que además se distribuye por Venezuela, Guyana, Guyana Francesa y al norte de Brasil. Por otra parte, la subespecie Turdus leucomelas leucomelas se localiza al sur de Brasil, este de Perú y Paraguay, norte de Bolivia, noreste de Argentina y noreste de Uruguay.
Se puede encontrar en una amplia variedad de hábitats forestales al este y el norte de Sudamérica con algunas poblaciones en el oeste. Parece haberse adaptado muy bien a los seres humanos y es muy común en las zonas de su área de distribución pobladas por personas; incluso anida a menudo en jardines con arbustos y árboles pequeños.

## Comportamiento

### Alimentación
El zorzal sabiá se alimenta principalmente de frutos y pequeños invertebrados. Entre los principales frutos que consume se encuentran las grosellas, las acerolas y los frutos pertenecientes a la especie Rapanea ferruginea. Mientras que los invertebrados más comunes que forman parte de su dieta son lombrices, grillos y escarabajos. También se alimenta del amento del género de árboles Cecropia.